# Giovanni Gasparoli
Giovanni Gasparoli (Cassano Magnago, 6 gennaio 1897 – 29 luglio 1950) è stato un politico italiano, eletto nella I legislatura della Repubblica Italiana alla Camera.

## Biografia
Artigiano, impegnato in politica con la Democrazia Cristiana. 
Viene eletto alla Camera dei deputati alle elezioni politiche del 18 aprile 1948 nella circoscrizione Como-Sondrio-Varese ed è membro della commissione Industria, commercio e turismo. Muore da parlamentare in carica all'età di 53 anni nell'estate 1950, venendo sostituito a Montecitorio dal primo dei non eletti, Pio Alessandrini. 
Il suo comune natale, Cassano Magnago, ha intitolato una strada in sua memoria.